# La Banquière
Pour les articles homonymes, voir Banquière (homonymie).
Pour plus de détails, voir Fiche technique et Distribution.
La Banquière est un film français réalisé par Francis Girod, sorti en 1980, inspiré de la vie de Marthe Hanau.

## Synopsis
Issue de milieu modeste, la jeune Emma Eckhert commence sa carrière comme employée dans la chapellerie familiale. En 1921, elle connaît ses premiers ennuis avec la justice en même temps qu'elle scandalise son entourage par son homosexualité. Son mariage avec Moïse Nathanson, un ami de la famille plus âgé qu'elle, ne l'empêche ainsi pas de poursuivre sa liaison avec Camille Sowcroft, la fille d'un bijoutier, qui l'aide à s'enrichir en lui avançant de l'argent qu'Emma fait rapidement fructifier par d'astucieuses opérations boursières. En 1929, Emma est devenue l'une des banquières les plus appréciées de Paris. Mais sa fulgurante réussite lui attire entre autres l'antipathie du puissant banquier Horace Vannister ; celui-ci intervient auprès du Président du Conseil Préfailles pour faire interdire les activités d'Emma Eckhert et la poursuivre en justice. Celle-ci finit par être assassinée au cours d'un meeting où elle expliquait aux épargnants qui lui avaient fait confiance comment elle allait les rembourser.

## Fiche technique
- Titre : La Banquière
- Réalisateur : Francis Girod
- Scénario : Georges Conchon et Francis Girod, inspiré de la vie de Marthe Hanau
- Dialogues : Georges Conchon
- Photographie : Bernard Zitzermann
- Musique : Ennio Morricone
- Son : Jean-Pierre Ruh
- Décors : Jean-Jacques Caziot
- Créateur de costumes : Jacques Fonteray
- Chapeaux : Jean Barthet
- Costumes : Jean-Pierre Mayer
- Monteur : Geneviève Winding
- Réalisateur seconde équipe : Régis Wargnier
- Producteur : Ariel Zeitoun
- Directeur de production : Michel Frichet
- Production : Partners Productions, France Régions 3, Gaumont, S.F.P (Paris)
- Pays :  France
- Distribution : Gaumont
- Genre : drame
- Durée : 131 minutes
- Format : Couleur Eastmancolor Panavision
- Tournage : du 23 février au 6 mai 1980
- Date de sortie : 27 août 1980
- Affiche : René Ferracci (France)

## Distribution
- Romy Schneider : Emma Eckhert (inspirée de Marthe Hanau)
- Marie-France Pisier : Colette Lecoudray
- Claude Brasseur : Le juge Largué
- Jean-Claude Brialy : Paul Cisterne
- Jean Carmet : Duvernet
- Jean-Louis Trintignant : Horace Vannister (inspiré d'Horace Finaly)
- Jacques Fabbri : Moïse Nathanson
- Daniel Mesguich : Rémy Lecoudray
- Noëlle Châtelet : Camille Sowcroft
- Daniel Auteuil : Duclaux
- Thierry Lhermitte : Devoluy
- Alan Adair : Sir Charles
- François-Régis Bastide : Le ministre de la Justice
- Arnaud Boisseau : Armand
- Yves Brainville : Le Président du Conseil, Raymond Préfaille (inspiré de Raymond Poincaré)
- Philippe Brizard : Chériaux
- Francis Claude : Le président du tribunal
- Philippe Collin : Savatier
- Georges Conchon : Aristide Bréhaud (inspiré d’Aristide Briand)
- Claude Darget : Bourseul Martilly
- Régine Deforges : L'Américaine
- Michel Delahaye : Le chef-comptable
- Hubert Deschamps : Le commissaire à Meudon
- Jean Gorini : Le speaker
- Guillaume Hanoteau : M. Radignac
- Jean-Pierre Honoré : Bob
- Jean-Paul Muel : Le notaire de Lille
- Étienne Périer : Le président à Meudon
- Stéphane Raphaël : Andy
- Eric Raphaël : Jerry
- Jean-Michel Ribes : Le greffier
- Isabelle Sadoyan : Sœur Hermance
- Françoise Ulrich : Mme Eckhert
- Alfred Willenbucher : M. Eckhert
- Michel Elias : la voix-off des actualités filmées
- Véronique Genest : une femme de ménage
- Maurice Illouz
- Dany Jacquet
- Kathia Josse
- Anne Jousset : la femme du ministre Radignac
- Claude Marcault : une infirmière
- Anne Rondags
- François Trystram : un des juges
- Lionel Vitrant : le chauffeur d'Emma
- Annie Savarin
- Jean Rigaux : un chansonnier (non crédité)
- Marie-Pierre Casey : une femme à sa fenêtre (non créditée)
- Brigitte Chamarande (non créditée)
- Céline Duhamel : la cliente recevant un chapeau (non créditée)
- Lydia Feld : une détenue (non créditée)
- Roland Malet (non crédité)
- Laurent Spielvogel (non crédité)
- Catherine Lachens : Mme Radignac (scènes coupées)
- Jean Parédès : directeur de la prison (scènes coupées)

## Lieux de tournage
- Hôtel de Beauvais (Paris)
- Siège de la Banque Transatlantique (75008 Paris)
- Hôtel du Palais (Biarritz)

## Box-office
| Pays             | Box-office      | Nbre de sem. | Classement TLT | Source |
| Box-office Paris | 669 556 entrées | 7 sem.       | -              |        |

## Distinctions

### Nominations
- César 1981 : 
  - meilleure photographie
  - meilleur décor
  - meilleur montage
  - meilleur son